# Phelipanche pallens
Phelipanche pallens är en snyltrotsväxtart som först beskrevs av Aleksandr Andrejevitj Bunge och Carl Friedrich von Ledebour, och fick sitt nu gällande namn av Soják. Phelipanche pallens ingår i släktet Phelipanche och familjen snyltrotsväxter. Inga underarter finns listade i Catalogue of Life.